# Tipula staryi
Tipula staryi är en tvåvingeart som beskrevs av Alexander 1971. Tipula staryi ingår i släktet Tipula och familjen storharkrankar. Inga underarter finns listade i Catalogue of Life.